# Академический проект (издательство, Санкт-Петербург)
Не следует путать с одноименным московским издательством
«Академический проект» — российское издательство, специализирующееся на выпуске научной литературы по гуманитарным дисциплинам. Основано в Санкт-Петербурге в 1993 году Игорем Немировским. На начальном этапе деятельности было ассоциировано с Институтом русской литературы РАН.
«Академическим проектом» опубликованы значительные книги российских (Б. Я. Бухштаб, В. Э. Вацуро и др.) и зарубежных (прежде всего, серия «Современная западная русистика», в которой вышло около 60 томов) литературоведов, классические труды по искусствоведению (Э. Панофски), психологии (Карл Ясперс), другие заметные памятники гуманитарной мысли (дневники Якова Друскина, биография Франца Кафки, написанная его ближайшим другом Максом Бродом, и т. д.). С 1995 года «Академический проект» продолжил выпуск знаменитой книжной серии «Библиотека поэта». Также созданы серии «Новая библиотека поэта» и «Пушкинская библиотека».
Издательством выпущена компакт-энциклопедия издательства Larousse-Bordas.
Издательство является лауреатом премии «Северная Пальмира» за 1996 год.
В 2004 г. основатель издательства Игорь Немировский уехал из России. «Академический проект» существовал ещё некоторое время и закрылся на рубеже 2006—2007 гг.